# 5x5
5x5 (Five-by-five in inglese) è la denominazione di una prestazione statistica della pallacanestro.
Questa statistica consiste nel riuscire a collezionare in una singola partita almeno 5 punti, 5 rimbalzi, 5 assist, 5 palle recuperate e 5 stoppate; è una grande dimostrazione di polivalenza e versatilità.
Solo a partire dalla stagione 1973-74 la NBA tiene conto, nelle sue statistiche ufficiali, dei dati relativi alle stoppate e alle palle recuperate. Ufficialmente, quindi, sono solo 21 i 5x5 realizzati in NBA, sebbene è probabile che altri giocatori nel passato siano stati in grado di mettere a referto un 5x5: Wilt Chamberlain, addirittura, sarebbe stato in grado di far registrare una quintupla doppia in una partita del 1974, secondo i dati non ufficiali conservati dallo statistico Harvey Pollack.
Il primo giocatore a realizzare un 5x5 più di una volta in carriera è stato Hakeem Olajuwon degli Houston Rockets: in totale, egli ha centrato questa statistica per sei volte, di cui la prima il 10 marzo 1987 contro i Seattle SuperSonics, totalizzando 38 punti, 17 rimbalzi, 6 assist, 7 recuperi e 12 stoppate (sebbene dopo due tempi supplementari). Gli unici altri giocatori a centrarla più di una volta sono stati Andrej Kirilenko degli Utah Jazz e Victor Wembanyama. Olajuwon e Kirilenko sono gli unici giocatori ad aver realizzato un 5x6 (almeno 6 nelle 5 categorie).

## Lista di 5x5 registrati in NBA
La seguente lista riporta tutte le prestazioni 5x5 fatte registrare in NBA a partire dalla stagione 1986-87.
| Giocatore         | Squadra                | Partita                                                    | Punti | Rimbalzi | Assist | Recuperi | Stoppate |
| ----------------- | ---------------------- | ---------------------------------------------------------- | ----- | -------- | ------ | -------- | -------- |
| Hakeem Olajuwon   | Houston Rockets        | 127-136 (2 OT) vs. Seattle Supersonics 10 marzo 1987       | 38    | 17       | 6      | 7        | 12       |
| Hakeem Olajuwon   | Houston Rockets        | 129-109 vs. Golden State Warriors 3 marzo 1990             | 29    | 18       | 9      | 5        | 11       |
| Hakeem Olajuwon   | Houston Rockets        | 92-99 vs. Dallas Mavericks 11 aprile 1992                  | 19    | 13       | 6      | 5        | 5        |
| David Robinson    | San Antonio Spurs      | 104-98 vs. Milwaukee Bucks 10 novembre 1992                | 29    | 9        | 5      | 5        | 10       |
| Derrick Coleman   | New Jersey Nets        | 110-105 (OT) vs. Philadelphia 76ers 15 gennaio 1993        | 21    | 10       | 7      | 5        | 5        |
| Hakeem Olajuwon   | Houston Rockets        | 112-110 (OT) vs. Minnesota Timberwolves 22 aprile 1993     | 33    | 15       | 5      | 5        | 5        |
| Hakeem Olajuwon   | Houston Rockets        | 110-88 vs. New Jersey Nets 5 novembre 1993                 | 24    | 19       | 6      | 5        | 5        |
| Hakeem Olajuwon   | Houston Rockets        | 110-104 vs. Minnesota Timberwolves 30 dicembre 1993        | 34    | 10       | 5      | 5        | 8        |
| Vlade Divac       | Los Angeles Lakers     | 112-110 vs. Philadelphia 76ers 22 febbraio 1995            | 19    | 12       | 8      | 5        | 5        |
| Jamaal Tinsley    | Indiana Pacers         | 113-120 (2 OT) vs. Minnesota Timberwolves 16 novembre 2001 | 12    | 9        | 15     | 6        | 5        |
| Andrej Kirilenko  | Utah Jazz              | 101-107 (OT) vs. Houston Rockets 3 dicembre 2003           | 19    | 5        | 7      | 8        | 5        |
| Andrej Kirilenko  | Utah Jazz              | 95-73 vs. New York Knicks 10 dicembre 2003                 | 10    | 12       | 6      | 6        | 5        |
| Marcus Camby      | Denver Nuggets         | 106-96 vs. Utah 9 gennaio 2004                             | 8     | 11       | 5      | 5        | 8        |
| Andrej Kirilenko  | Utah Jazz              | 90-80 vs. Los Angeles Lakers 3 gennaio 2006                | 14    | 8        | 9      | 6        | 7        |
| Nicolas Batum     | Portland Trail Blazers | 95-94 vs. New Orleans Hornets 16 dicembre 2012             | 11    | 5        | 10     | 5        | 5        |
| Draymond Green    | Golden State Warriors  | 124-119 (2 OT) vs. Boston Celtics 11 dicembre 2015         | 24    | 11       | 8      | 5        | 5        |
| Anthony Davis     | New Orleans Pelicans   | 120-121 vs. Philadelphia 76ers 21 novembre 2018            | 12    | 16       | 6      | 5        | 5        |
| Jusuf Nurkić      | Portland Trail Blazers | 113-108 vs. Sacramento Kings 1 gennaio 2019                | 24    | 23       | 7      | 5        | 5        |
| Victor Wembanyama | San Antonio Spurs      | 118-123 vs. Los Angeles Lakers 23 febbraio 2024            | 27    | 10       | 8      | 5        | 5        |
| Victor Wembanyama | San Antonio Spurs      | 106-88 vs. Utah Jazz 31 ottobre 2024                       | 25    | 9        | 7      | 5        | 5        |

Altri giocatori a riuscirvi prima del 1986 sono stati:
- Julius Erving, una prima volta nel 1976 quando ancora militava in ABA, con 31 punti, 19 rimbalzi, 5 assist, 5 recuperi e 5 stoppate, e una seconda volta nel 1979 quando era un giocatore dei Philadelphia 76ers, con 28 punti 7 rimbalzi, 10 assist, 5 recuperi e 5 stoppate
- George Gervin, con la maglia dei San Antonio Spurs nel 1979, con 21 punti, 6 rimbalzi, 5 assist, 5 recuperi e 5 stoppate.